# Проблема возраста и состояния здоровья Джо Байдена

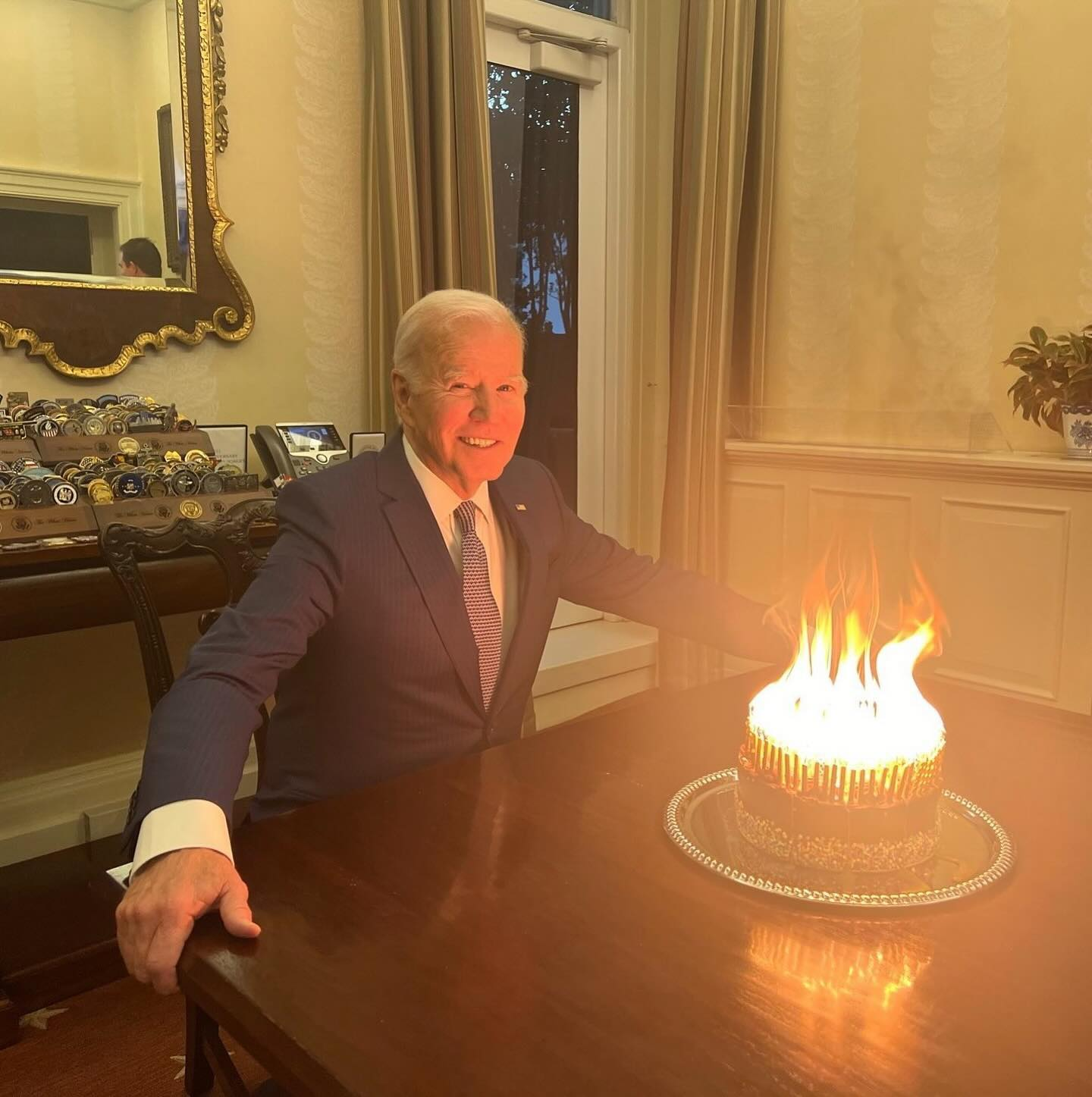
Торт на 81-летие Джо Байдена, который Белый дом в шутку назвал тортом на его «146-летие»
(2023 год).

В возрасте 82 лет Джо Байден, 46-й президент Соединённых Штатов, являлся самым пожилым действующим президентом в истории Соединённых Штатов. Его предшественник на посту главы государства и кандидат в президенты Дональд Трамп, которому на момент выборов исполнилось 78 лет, а также средства массовой информации выражали обеспокоенность по поводу его возраста, в том числе его когнитивного состояния, во время и после президентских выборов 2020 года. Эти опасения усилились после неудачных для Байдена дебатов с Трампом в ходе кампании президентских выборов 2024 года, что побудило ряд комментаторов, некоторых законодателей-демократов и спонсоров «Демократической партии» призвать Байдена выйти из президентской гонки 2024 года. 21 июля 2024 года, менее чем за четыре месяца до самих выборов, он снял свою кандидатуру.

## Предыстория

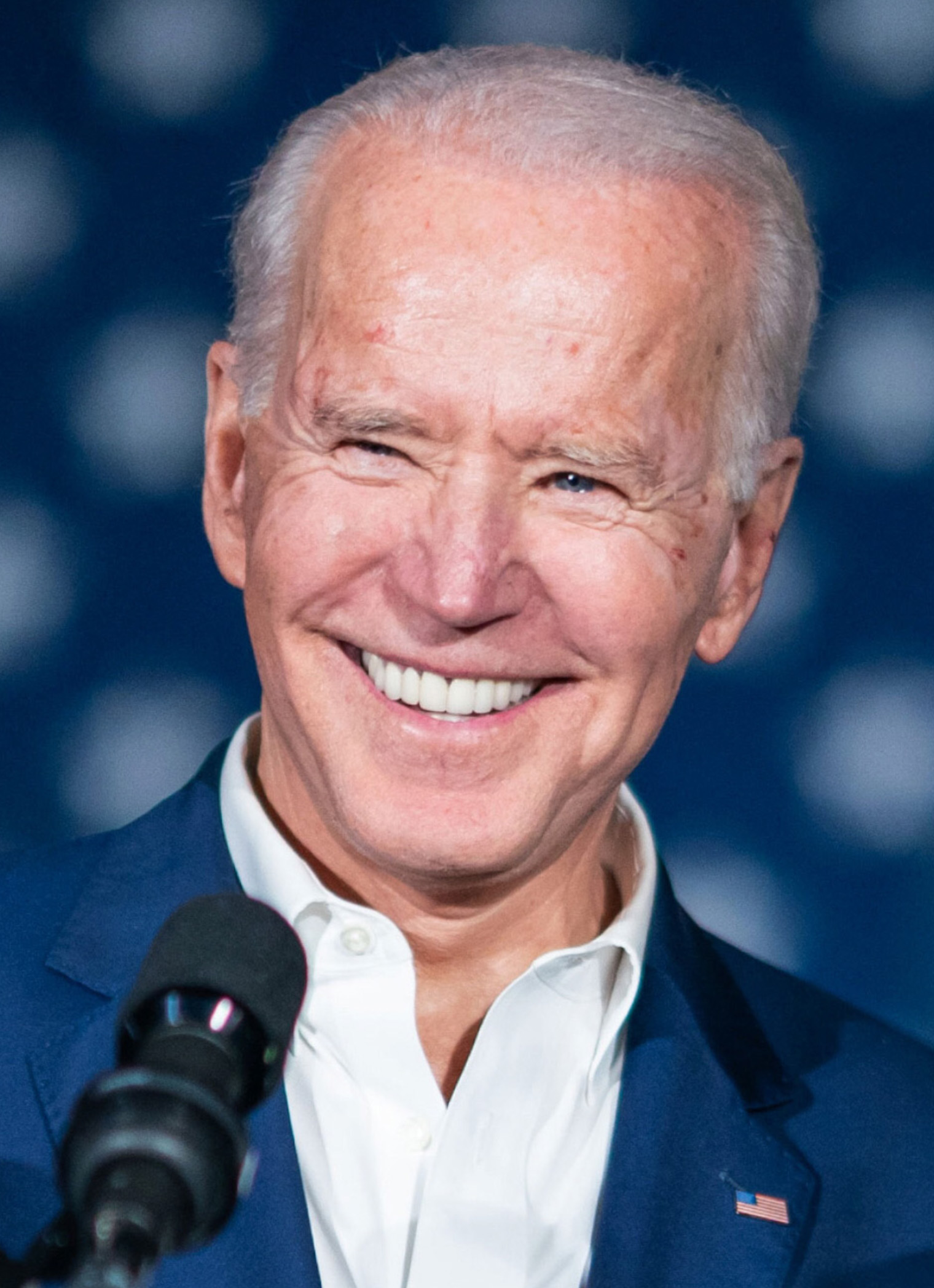
Джо Байден в возрасте 77 лет (2020 год).

В 2018 году, когда Байден рассматривал возможность баллотироваться на пост президента, он посоветовался с друзьями, помощниками и давними сторонниками относительно того, не слишком ли он стар для участия в выборах. К 2019 году The New York Times, The Washington Post, Politico, CNN, The Atlantic, Associated Press и Slate опубликовали статьи о возрасте Байдена и его пригодности к работе. В том же году, накануне президентских выборов 2020 года, многие из его оппонентов-демократов использовали против Байдена, которому на тот момент было 76 лет, аргумент о его возрасте. Сторонники Байдена раскритиковали это как дискриминацию по возрасту. По данным ABC News, Владимир Путин и российское правительство распространяли дезинформацию о психическом здоровье Байдена во время президентских выборов 2020 года, а Министерство внутренней безопасности США приостановило публикацию бюллетеня, предупреждающего правоохранительные органы об этой кампании. Во время и после президентской кампании 2020 года Трамп без каких-либо доказательств утверждал, что Байден страдает слабоумием, называя его на митингах «Сонным Джо». Эта точка зрения остаётся популярной среди правых СМИ. Несколько раз во время предвыборной кампании 2020 года Байден называл себя «кандидатом-мостиком» (консолидирующий всех демократов кандидат, который после победы на выборах и президентского срока уступит дорогу более молодым кандидатам), что заставило некоторых поверить в то, что он не будет баллотироваться на второй срок. Администрация Байдена регулярно стремилась преуменьшить значение возраста президента, переводя этот вопрос в шутку. Этот подход был встречен как похвалой, так и насмешками.
В 2022 году опрос New York Times и Сиенского колледжа показал, что 61% избирателей-демократов хотели, чтобы кандидатом в президенты был кто-то другой, кроме Байдена, ссылаясь на его возраст как на главную проблему. Помощники Байдена называли проблемы, связанные с возрастом, политически мотивированными нападками со стороны республиканцев. Журналисты Джеймс Карвилл, Эзра Кляйн и издание Economist призывали Байдена больше не баллотироваться уже в 2022 году.
Согласно ежегодному медицинскому осмотру Байдена в 2023 году, у него хорошее здоровье для человека его возраста. Байден принимает лекарства от неклапанной фибрилляции предсердий (форма аритмии), у него лёгкая сенсорная периферическая невропатия и скованная походка из-за артрита позвоночника и последствий травмы. Никаких признаков снижения когнитивных функций или деменции отмечено не было.
Согласно опросу 2024 года, возраст и здоровье Байдена вызывают серьёзное или умеренное беспокойство у 86% избирателей в целом по сравнению с 76% ранее в том же 2024 году. Согласно другому опросу 2024 года, большинство из тех, кто голосовал за Байдена в 2020 году, говорят, что, по их мнению, он слишком стар, чтобы быть эффективным президентом. The Wall Street Journal утверждало, что якобы с 2023 года или раньше команда Байдена ограничила его график, личное общение, выступления в СМИ, интервью и незапланированные обмены мнениями, чтобы свести к минимуму опасения по поводу его возраста и остроты ума.

## Президентская кампания 2024 года

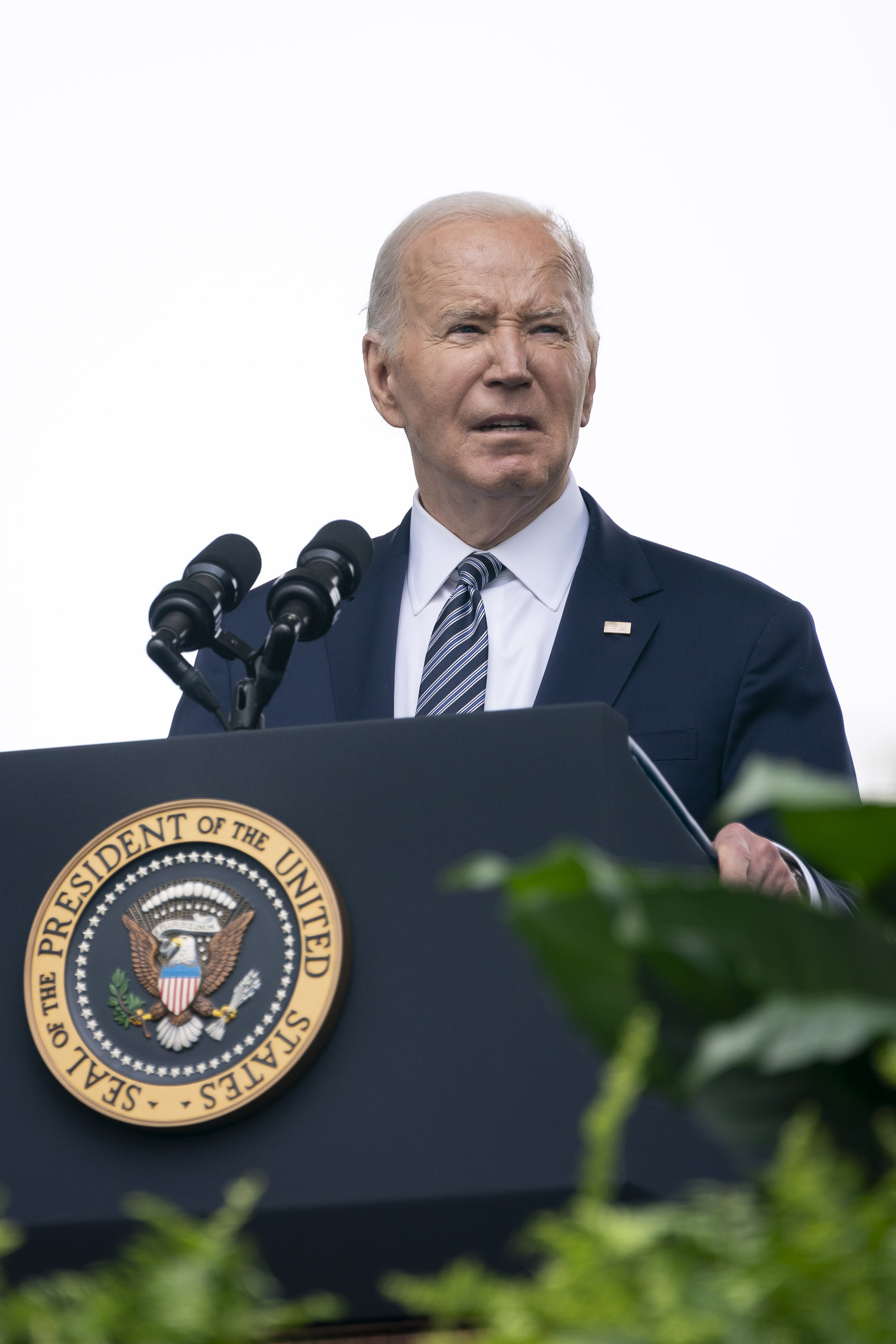
Джо Байден в возрасте 81 года (2024 год).

После нескольких месяцев спекуляций, 25 апреля 2023 года Байден объявил, что будет баллотироваться на переизбрание на пост президента на выборах 2024 года, а Харрис снова станет его кандидатом на пост вице-президента. Кампания началась через четыре года после начала его президентской кампании 2020 года. В день его заявления опрос Gallup показал, что рейтинг одобрения Байдена составлял 37%, при этом большинство опрошенных заявили, что их больше всего беспокоит экономика. Во время своей предвыборной кампании Байден продвигал экономическую политику, известную как «Байденомика» (Bidenomics), после пандемии COVID-19. Он часто заявлял о своём намерении «завершить работу» как политический сплоченный клич.

### Февраль 2024 года
По завершении расследования обращения Байдена с секретными документами специальный прокурор Роберт Гур (назначенный ранее Дональдом Трампом на должность прокурора США по округу Мэриленд) предположил, что Байден сможет представить себя присяжным как «пожилого человека с плохой памятью», и написал, что его память «по всей видимости, имеет значительные ограничения». Юристы Белого дома оспорили эту характеристику, а сам Байден отверг это утверждение на телевизионной пресс-конференции в день публикации доклада специального прокурора, хотя во время конференции он назвал президента Египта Абдул-Фаттаха ас-Сиси президентом Мексики.
Джон Стюарт выразил обеспокоенность по поводу возраста президента в своём возвращении в шоу The Daily Show в середине февраля.

### Июнь-июль 2024 года

#### Июньские дебаты
27 июня 2024 года Байден принял участие в первых президентских дебатах. Дебаты усилили обеспокоенность по поводу возраста Байдена: в первой половине дебатов Байден выглядел растерянным и дезориентированным, давал путанные ответы на вопросы, особенно о политике здравоохранения, хотя во второй части дебатов был более активным и включённым. Репортёр New York Times Рид Эпштейн задался вопросом, увидят ли избиратели в нём человека, физически способного управлять страной, даже если они предпочтут его политику политике Трампа. Некоторые демократы не были уверены, стоит ли ему продолжать свою кампанию. Некоторые официальные лица, которые встречались с Байденом в месяцы или год, предшествовавшие дебатам, заметили, что он становится все более слабым, усталым, блуждающим и менее ясным в своей речи. В Европе это вызвало обеспокоенность по поводу возможного второго президентства Трампа, несмотря на то, что иностранные лидеры не заметили когнитивных проблем у Байдена. Байден отказался пройти когнитивный тест, в том числе Монреальский, заявив, что он проходит «когнитивный тест каждый день» при выполнении своих президентских обязанностей. Позже выяснилось, что невролог, специализирующийся на болезни Паркинсона, в этом году встречался с врачом президента Кевином О'Коннором. О'Коннор и Белый дом заявили, что Байден не лечится от этой болезни и что другие чиновники также используют О'Коннора в качестве своего врача.

#### Саммит НАТО

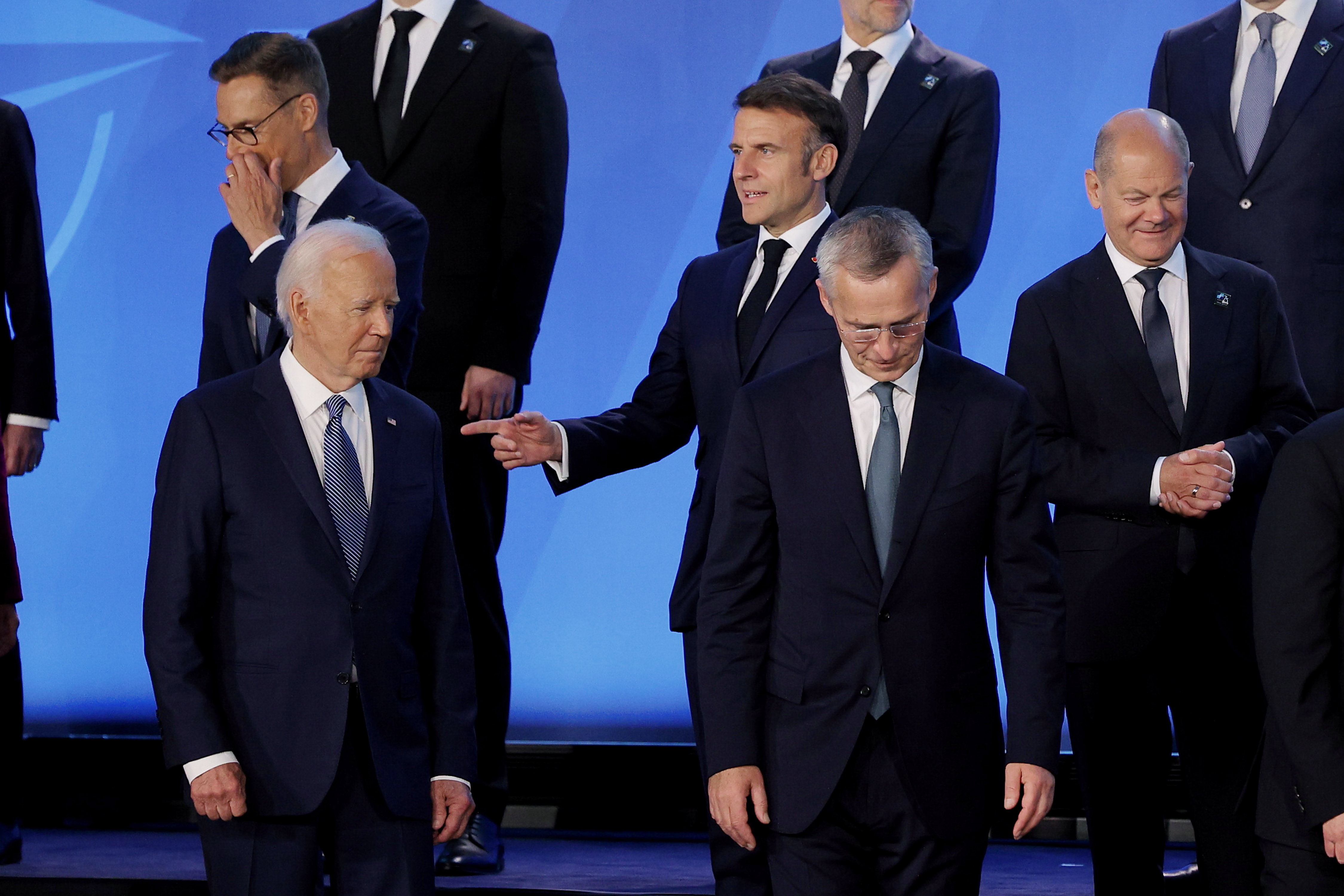
Джо Байден и иностранные лидеры на саммите НАТО в июле 2024 года.

Саммит НАТО, который стартовал 9 июля 2024 года, стал считаться решающим для президентской кампании Байдена после неудачных дебатов. Издание BBC отмечало, что Байдену предстояло принимать лидеров Североатлантического альянса, проводить встречи и публичные мероприятия, кульминацией которых стала пресс-конференция президента США. Так как Байден хорошо разбирается в международных отношениях, то у него имелись высокие шансы «реабилитироваться» и продемонстрировать способность занимать пост президента. Однако возможный провал Байдена также мог увеличить опасения не только по поводу возможности Байдена занимать президентский пост второй срок, но и опасения европейских союзников, обеспокоенных растущей вероятностью президентства Дональда Трампа и резкими изменениями во внешней политике, которые за этим последуют. В последний день саммита 12 июля, представляя президента Украины Зеленского, Байден назвал его Путиным, а на итоговой часовой пресс-конференции назвал своего вице-президента Камалу Харрис Трампом. При этом Reuters отметило, что в начале пресс-конференции Байден часто кашлял и иногда путался в своих ответах, а ближе к концу стал давать отрывистые ответы. Агентство Bloomberg назвало такие оплошности президента США вызывающими опасения по поводу его умственной активности.

#### Диагностика COVID-19
17 июля Байден дал положительный результат на COVID-19. У него наблюдались лёгкие симптомы, включая кашель, насморк и «общее недомогание». Президенту пришлось вылететь в штат Делавэр для изоляции. Однако кадры, на которых он выглядел ослабленным при выходе из Air Force One на базе ВВС Дувр, породили дальнейшие спекуляции о здоровье Байдена.

#### Снятие с выборов

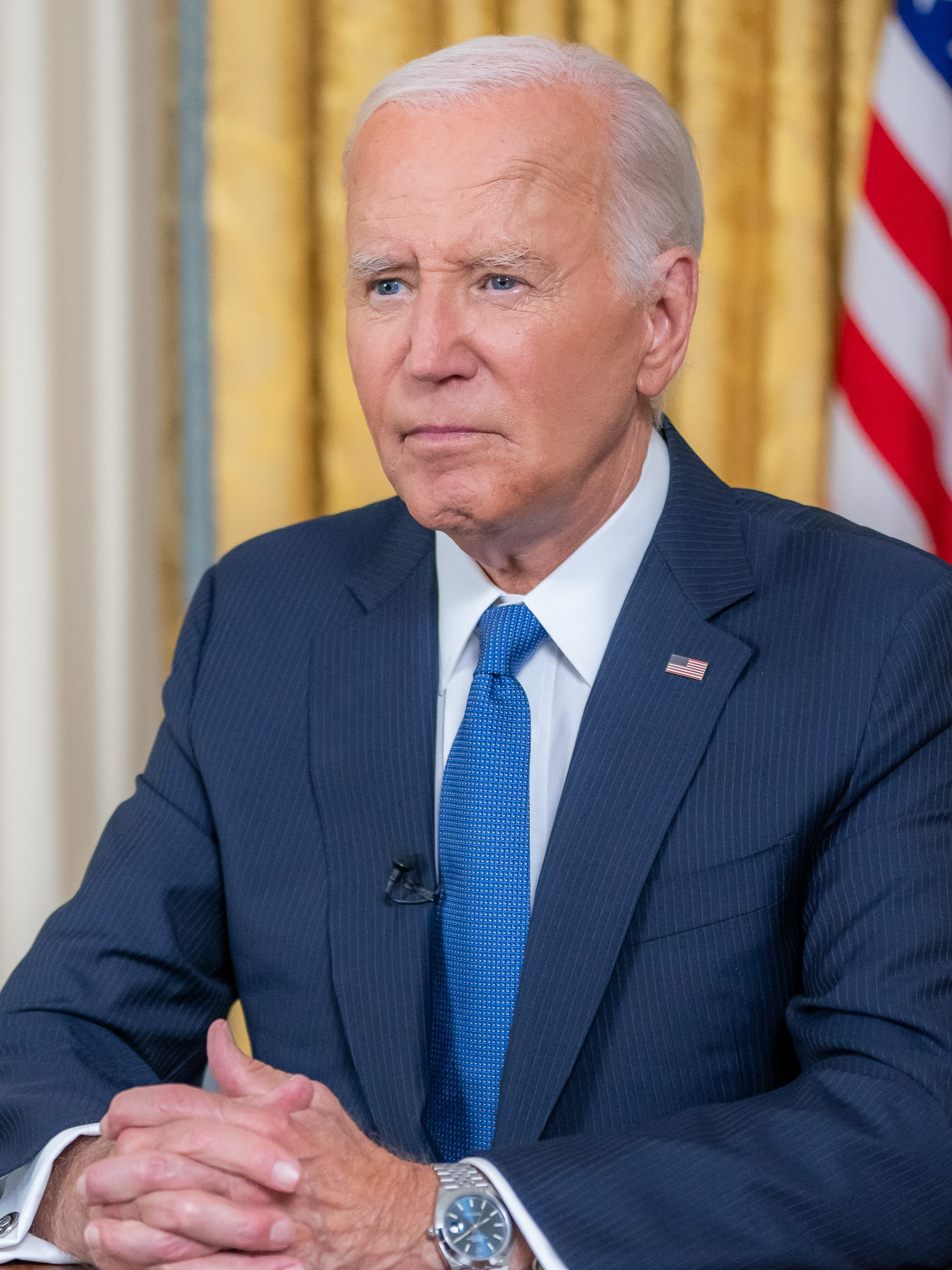
Джо Байден обращается к нации 25 июля 2024 года.

Первые президентские дебаты состоялись 27 июня 2024 года между Джо Байденом и Дональдом Трампом. Выступление Байдена подверглись широкой критике: комментаторы заявили, что он говорил хриплым голосом, несколько раз не мог вспомнить статистику, терял ход мыслей и давал бессвязные ответы. Опасения по поводу здоровья Байдена, в первую очередь по поводу его возраста и способности успешно управлять страной на втором сроке, вызвали обеспокоенность и внутри Демократической партии. После того, как многие сочли неудовлетворительным выступление, Байден получил многочисленные призывы отказаться от участия в выборах. К 19 июля число высокопоставленных демократов, призывавших его уйти, превысило 30 человек.
Несколько газетных обозревателей объявили Трампа победителем дебатов, что подтвердили опросы общественности. После того, как дебаты подняли вопросы о его здоровье, Байден столкнулся с призывами выйти из гонки не только со стороны коллег-демократов, но и редакций нескольких крупных новостных агентств.
Первоначально Байден неоднократно настаивал на том, что останется кандидатом, но 21 июля в его социальных сетях было опубликовано подписанное письмо об отзыве кандидатуры, в котором говорилось, что это делается «в интересах моей партии и страны». В последующем сообщении он одобрил кандидатуру Камалы Харрис как своего преемника. 25 июля, после выздоровления от коронавирусной инфекции COVID-19, президент Байден выступил с обращением к нации, в котором изложил, почему снялся с выборов.
Байден стал первым действующим президентом, имеющим право на переизбрание, но не ставшим его добиваться со времен Линдона Джонсона в 1968 году, и первым президентом в американской истории, который решил не добиваться переизбрания после того, как уже выиграл праймериз.

## После президентства

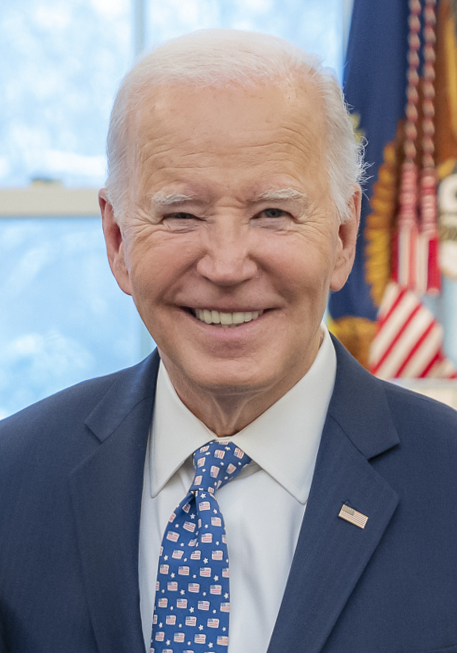
Джо Байден в январе 2025 года.

В мае 2025 года Axios опубликовал полную 5-часовую аудиозапись интервью Байдена со специальным прокурором Робертом Хуром. Интервью проводилось 8-9 октября 2023 года. В интервью Байден с трудом находил правильные слова и даты, рассказывая о времени смерти своего сына Бо, признал, что, возможно, хотел сохранить секретный документ «только для потомков», описал поездку в Монголию вскользь, когда его спросили о секретных документах. Он также пошутил, что был «молодым человеком» в начале интервью и дал непоследовательный ответ на вопрос о том, давал ли он инструкции, где найти секретные документы у себя дома. The New York Times описала интервью как ещё одно доказательство того, что острота разума Байдена ухудшилась на протяжении его президентства.
В мае в интервью BBC Байден заявил, что решение отказаться от участия в президентской гонке 2024 года далось ему трудно, а в программе The View в том же месяце он опроверг утверждения о том, что испытывал когнитивный спад в свой последний год в Белом доме.
16 мая 2025 года во время планового медицинского осмотра у Байдена диагностировали агрессивный рак предстательной железы с метастазами в костях. Показатель по шкале Глисона составил 9 из 10 (группа 5). Его медицинская группа заявила, что рак является гормонально-чувствительным , и сейчас рассматриваются варианты лечения.